# Primidon
Primidon is een anti-epilepticum dat tevens voorgeschreven kan worden tegen essentiële tremoren. Voor de behandeling van absences wordt het medicijn niet gebruikt. Van de bijwerkingen zijn sufheid en duizeligheid de meest voorkomende die eveneens normale activiteiten kunnen verhinderen, zoals verkeersdeelname en het verrichten van werkzaamheden met machines.

## Contra-indicaties
Bij mensen met ademhalingsproblemen, porfyrie en kinderen met hyperkinesie wordt het medicijn ontraden.